# Коман, Ион
Ион Коман (рум. Ion Coman; 25 марта 1926, Бужорень, Телеорман, Королевство Румыния) — румынский государственный, политический и военный деятель, генерал, крупный функционер режима Николае Чаушеску. В 1974—1976 — начальник Генерального штаба вооружённых сил, в 1976—1980 — министр национальной обороны СРР. С 1980 по 1989 — член Политисполкома и секретарь ЦК РКП, руководитель военно-юридического отдела ЦК. Участвовал в попытках подавления Румынской революции. После победы революции приговорён к длительному сроку заключения. Помилован указом президента Константинеску.

## Офицер-политрук
Родился в семье сельского жандарма из жудеца Телеорман (Петре Коман-старший был известен строгостью и жёсткостью). После школы перебрался в Бухарест, работал подсобником на фабриках и в магазинах. Окончил Промышленное училище, получил специальность токаря по дереву. Два года во второй половине 1940-х работал по специальности.
В годы Второй мировой войны, по собственному признанию, «сочувствовал немецкой армии». С 1945 примкнул к правящей Румынской коммунистической партии (в то время РКП называлась Румынской рабочей партией). Был секретарём фабричной парторганизации, партийным инструктором в профсоюзе, секретарём районной организации румынского комсомола. Прошёл курсы марксистско-ленинской идеологической подготовки. 
В 1948 Ион Коман поступил на военную службу. Несколько месяцев служил в кавалерийском полку в Араде. Летом 1949 перешёл в систему армейского Главного политуправления (DSPA). Курировал армейские комсомольские организации. Возглавлял политотделы частей зенитной артиллерии. В 1956 стажировался в Москве, затем до 1958 полковник Коман был начальником политотдела 3-го военного округа. Проводил сталинистский курс Георге Георгиу-Дежа. В 1962 окончил Академию Генштаба.
В 1962—1963 генерал-майор Ион Коман — заместитель начальника Главного политуправления сухопутных войск по политической части. Состоял в Высшем политическом совете вооружённых сил. В 1964—1965 командовал 3-й армией, дислоцированной в Клуже. 14 июня 1965 назначен заместителем министра обороны СРР Леонтина Сэлэжана.

## Доверенный генерал Чаушеску
Военно-политическая карьера Иона Комана определялась его давней связью с Николае Чаушеску. Они были знакомы с 1950, когда Чаушеску возглавлял DSPA. Чаушеску оказывал Коману поддержку и протекцию — в том числе при дисциплинарном расследовании в 1962. Коман обвинялся в пьянстве, распутстве и «разложении», но отделался ритуальной самокритикой и был переведён с повышением из Клужа в Бухарест.
В 1965 IX съезд РКП утвердил Чаушеску во главе партии. Коман стал членом ЦК. В том же году избран в Великое национальное собрание. В 1966 ему присвоено звание генерал-лейтенант, в 1971 — генерал-полковник. С 1969 по 1976 был членом Госсовета СРР. В 1976—1980 состоял в Совете обороны СРР.
В декабре 1974 генерал-полковник Коман был назначен начальником Генштаба вооружённых сил. Одновременно являлся секретарём Совета обороны (пост председателя занимал Чаушеску). С июня 1976 по март 1980 Коман — министр обороны СРР в правительствах Мани Мэнеску и Илие Вердеца. На XII съезде РКП в 1979 Ион Коман вошёл в состав высшего органа партийной власти — Политисполкома ЦК РКП. С марта 1980 Коман — секретарь ЦК, руководитель военно-юридического отдела. Таким образом, военное министерство оказалось в его подчинении по партийной линии. Курировал также румынский спорт, особое внимание уделял армейскому ФК Стяуа.
Ион Коман не принадлежал к ближайшему окружению Николае и Елены Чаушеску (как Эмиль Бобу, Маня Мэнеску, Ион Динкэ, Тудор Постелнику, Эмиль Макри). Но из среды армейского генералитета он был наиболее приближен к «кондукэтору» и являлся своего рода «смотрящим за армией». На всех военно-политических постах Коман неуклонно проводил политику «чаушизма», в том числе ужесточение партийно-идеологического контроля и насаждение культа личности диктатора. Публиковал пропагандистские монографии о «коммунистической этике в поведении военного», «оборонной концепции коммунистической партии», «военно-политической концепции товарища Чаушеску». Был соавтором исторического исследования о войне за независимость Румынии.
В то же время во главе генштаба и министерства обороны генерал Коман принимал меры к усилению румынских вооружённых сил. Добивался переоснащения войск вооружениями румынского производства, отменял избыточное муштрование солдат, внедрял современные методики войсковой подготовки. В марте 1976 Ион Коман стал первым начальником генштаба государства Варшавского договора, принятым в Белом доме. Имел беседу с президентом США Джеральдом Фордом.

## В декабрьской Тимишоаре
16 декабря 1989 началось восстание в Тимишоаре. Генерал Коман как партийный куратор армии направился на подавление протестов. Вместе с партийным секретарём Раду Бэланом, генералом Секуритате Эмилем Макри, начальником милиции Константином Нуцэ Коман возглавлял карательные подразделения в городе. Именно Коману было поручено чрезвычайное управление Тимишоарой. 17 декабря он отчитывался перед Чаушеску в выполнении его приказов. В этот же день состоялось заседание Политисполкома ЦК РКП, на котором Чаушеску требовал давить протесты оружием.
В ответах Комана «кондукэтору», при полной лояльности, просматривалась неуверенность. Впоследствии Коман утверждал, будто с самого начала стремился избежать кровопролития. (Некоторые участники событий полагают, что если бы Коман находился в столице, он бы здраво оценил ситуацию и мог предложить Чаушеску уйти в отставку.) Тем не менее, Коман выполнял приказ Чаушеску и применял военную силу против восставших тимишоарцев. В столкновениях погибли десятки людей.
Усилия Комана оказались тщетны. Власть в городе перешла к Румынскому демократическому фронту (даже секретарь Бэлан, понимая обстановку, попытался примкнуть к движению). Выступления перекинулись на другие города, 22 декабря Бухарест оказался в руках восставших. 25 декабря расстреляны Николае и Елена Чаушеску. Румынская революция одержала победу. Ион Коман собирался уехать из Тимишоары, но 22 декабря был арестован восставшими при покупке билетов на вокзале.

## Суд, приговор, помилование
Ион Коман предстал перед судом по обвинению в геноциде. Виновным себя не признавал, держался вызывающе, настаивал, вопреки очевидности, что его функция была сугубо «наблюдательной». 9 декабря 1991 Военная коллегия Верховного суда Румынии вынесла вердикт: признать виновным и приговорить к 25 годам тюремного заключения. По апелляции обвинение было переквалифицировано на убийства при отягчающих обстоятельствах, срок сокращён до 15 лет.
По различным процедурным основаниям Коман несколько раз освобождался из тюрьмы и заключался вновь. В общей сложности он провёл в заключении 3 года 3 месяца 10 дней. 11 декабря 2000 президент Румынии Эмиль Константинеску издал указ о помиловании.
Комментаторы отмечают, что Ион Коман ничего не пересмотрел в своём прошлом, остался «апостолом „золотой эпохи“» — и в то же время вполне прижился в послереволюционной Румынии. Издал две книги с изложением своей позиции: Timișoara. Zece ani de la sângerosul decembrie 1989 — Тимишоара. Десять лет после кровавого декабря 1989 и Omul se duce, faptele rămân, istoria însă le va judeca — Человек уходит, факты остаются, история рассудит.